# Tina Skupin
Tina Skupin (* 26. September 1977 in Bad Soden am Taunus) ist eine deutsche Autorin.

## Leben und Werk
Tina Skupin studierte an der Universität des Saarlandes Geographie und promovierte im Anschluss daran in Halle an der Saale im Fachgebiet Geoökologie. Sie arbeitete als wissenschaftliche Mitarbeiterin an der Martin-Luther-Universität Halle-Wittenberg.
Seit 2009 lebt sie in Stockholm, Schweden.
Skupin schreibt hauptsächlich im Bereich Urban Fantasy. Ihr Debütroman Hollerbrunn erschien 2017 in Zusammenarbeit mit dem Autorinnenkollektiv Märchenspinnerei, in dem sie Gründungsmitglied ist. Seit 2018 erscheint ihre Urban Fantasy-Reihe Valkyrie im österreichischen Verlag OhneOhren.
Sie ist Mitglied im Phantastik Autoren Netzwerk PAN.

## Werke
Romane
- EventuElche – Das schwedische Gefühl. Eigenverlag, 2016, ISBN 978-3-7380-7347-8.
- Hollerbrunn. Eigenverlag, 2017, ISBN 978-1-5431-4673-8.
- Die Supermamas – Windeln wechseln und Welt retten. Eigenverlag, 2017, ISBN 978-1-975697-23-5.
- Valkyrie – zurück ins jetzt. OhneOhren Verlag, 2018, ISBN 978-3-903006-20-1.
- Valkyrie – Ruf des Schicksals. OhneOhren Verlag, 2019, ISBN 978-3-903296-11-4.
- Wild Hunt Casino. Eigenverlag, 2020, ISBN 978-3-903296-11-4.
- Die Wylde Jagd. Machandelverlag, 2020, ISBN 978-3-95959-168-3.